# Ali Benarbia
Ali Benarbia (Arabisch: علي بن عربية) (Oran, 8 oktober 1968) is een Algerijns voormalig voetballer die speelde als middenvelder. Hij speelde onder andere voor AS Monaco, Paris Saint-Germain en Manchester City

## Jeugd
Ali Benarbia werd geboren in Oran in Algerije. Niet lang daarna verhuisde hij met zijn gezin naar Zuid-Frankrijk. 

## Clubcarrière
Benarbia speelde in de jeugd van ROC Narbonne en vertrok op 17-jarige leeftijd naar FC Martigues. Daar kwam hij uiteindelijk bij het eerste elftal. Met Martigues promoveerde hij in 1993 naar het hoogste niveau. 
Na de degradatie van Martigues in 1995 tekende hij bij AS Monaco. In het seizoen 1996-97 werd hij met die club kampioen van Frankrijk.
1998 ging hij naar Girondins de Bordeaux, en werd hij opnieuw kampioen. Bovendien werd hij verkozen tot speler van het jaar in Frankrijk.
Paris Saint-Germain haalde Benarbia in 1998 naar de hoofdstad, en hij werd benoemd tot aanvoerder.
In 2001 vertrok hij transfervrij naar Manchester City, dat destijds op het tweede niveau speelde. Trainer Kevin Keegan kende hem nog uit zijn tijd als trainer bij Newcastle United, toen Benarbia namens Monaco twee keer scoorde tegen Newcastle. Met Manchester City promoveerde hij naar de Premier League en werd daarna aanvoerder. 
Van 2003 tot 2006 speelde hij nog in Qatar bij Al-Rayyan en Qatar SC waarna hij stopte met voetballen.

## Internationale carrière
Benarbia gaf aan graag voor Frankrijk te willen spelen, maar werd nooit opgeroepen. In 2000 maakte hij zijn debuut voor Algerije en kwam uiteindelijk tot zeven interlands. Hij vertelde na zijn carrière nooit geweigerd te hebben voor Algerije, maar wel was hij ontevreden over de mate van professionaliteit en veiligheid bij het nationale elftal van Algerije.

## Erelijst

### Club
FC Martigues
- Division 2 : 1992-1993

 AS Monaco
- Divisie 1 : 1996-1997
- Trophée des Champions : 1997

 Griondins de Bordeaux
- Divisie 1 : 1998-1999

 Paris Saint Germain
- UEFA Intertoto Cup : 2001

 Manchester City
- Football League First Division : 2001-2002

### Individueel
- Division 1 Speler van het Jaar: 1998-1999 (als speler van Manchester City)
- PFA Team van het jaar First Division: 2001-2002 (als speler van Manchester City)
- Manchester City Speler van het jaar: 2001-2002